# 邁妥林
邁妥林是血管加压/抗低血压藥物，在1996年被美国食品药品监督管理局（FDA）批准用于治疗自主神经功能障碍和姿位性低血压。FDA在2010年8月提议撤回该核准，因为制造商Shire plc在药物上市後后未能完成所需的研究。
2010年9月，Shire plc收集了有关该药效果和安全性的进一步数据，FDA撤回上述提議並允许其继续供患者使用。Shire plc于2011年9月27日宣布，它将继续与FDA合作以最终批准该药物。

## 医疗用途
邁妥林适用于有症狀之姿位性低血压的治疗。 它可以减少头晕和晕厥，但病人可能發生鸡皮疙瘩 ， 皮肤瘙痒 ，胃肠道不适，发冷，躺卧时血压升高和尿液瀦留 。   小型研究还表明，米多君可用于预防血液透析病人的血压过度下降。 
邁妥林也用于肝硬化的并发症。 它也与奥曲肽一併用于肝肾症候群 。其可能机制是内脏血管收缩和肾血管扩张。但對於此藥物在肝腎症候群的治療地位尚未有充分的研究。

### 禁忌症
患有严重器质性心脏病，急性肾脏疾病， 尿液瀦留 ， 嗜铬细胞瘤或甲状腺毒症的患者禁用本藥。仰臥時持续和过度高血压患者不应使用本藥。 

### 副作用
头痛，头部压力/饱胀感，血管扩张/脸红，头皮发麻，意识模糊/思维异常，口干，神经质/焦虑和皮疹。 

## 药理學
邁多林是前體药物 ，其活性代谢产物為desglymidodrine，刺激α1腎上腺素受體，作用於小動脈與靜脈，使血管收縮，血压升高。Desglymidodrine不会刺激心脏β-肾上腺素受体 。 Desglymidodrine難以跨越血脑屏障 ，對中枢神经系统無作用 。 

### 药物动力学
邁妥林於口服后被迅速吸收，血浆中水平在约半小时后达到峰值，并以约25分钟的半衰期下降，而代谢产物在服用后约1-2小时达到峰值浓度，半衰期约为3至4小时。邁妥林的绝对生物利用度（以desglymidodrine衡量）为93％。 